# E Street Band
The E Street Band — американская рок-группа, с 1972 года аккомпанирующая Брюсу Спрингстину.
Хотя только некоторые работы Спрингстина указывают имя E Street Band на конвертах, его самые важные альбомы — Born to Run, Darkness on the Edge of Town, The River, Born in the U.S.A., The Rising — все они опирались на музыкальное сопровождение группы.
В 2014 году группа была включена в Зал славы рок-н-ролла (в категории «Награда за музыкальное мастерство»).

## Состав
- Подробнее см. в статье «E Street Band § Band members» в англ. Википедии

### Текущий состав
- Брюс Спрингстин
- Гарри Таллент
- Рой Биттан[англ.]
- Макс Вайнберг[англ.]
- Стивен Ван Зандт
- Нильс Лофгрен
- Патти Скелфа

### Первый состав
Оригинальный состав, записавший со Спрингстином его первый, вышедший в 1973 году альбом Greetings from Asbury Park, N.J., включал следующих музыкантов:
- Брюс Спрингстин
- Дэнни Федеричи[англ.]
- Дэвид Сэнкшес[англ.]
- Вини Лопес[англ.]
- Гарри Таллент
- Кларенс Клемонс